# Guantánamo (provincie)
Guantánamo je nejvýchodnější provincie Kuby. Jejím správním centrem je stejnojmenné město Guantánamo. Provincie má plochu 6 198 km² a přibližně 505 000 obyvatel. Sousedí s provinciemi Holguín a Santiago de Cuba a se základnou Guantánamo ve správě USA. Vzdálenost 80 km ji dělí od Haiti.
V její severní části se nachází pohoří Nipe-Sagua-Baracoa a národní park Alejandro de Humboldt. Zemědělská produkce sestává především z kakaa, třtinového cukru a kávy. Právě pěstování kávy stálo u formování zdejší kulturní krajiny plantáží. Archeologická krajina prvních kávových plantáží jihovýchodní Kuby je zapsána na seznamu světového dědictví UNESCO.
Provincie se skládá z 10 municipalit:
- El Salvador
- Manuel Tames
- Yateras
- Baracoa
- Maisí
- Imías
- San Antonio del Sur
- Caimanera
- Guantánamo
- Niceto Pérez